# مهار دو سر
مهار دو سر یک جفت تیرک مهار چوبی یا فلزی است که هر دو، کنار هم روی کشتی، یا اسکله یا کوتاه‌اسکله قرار می‌گیرند. از مهار دو سر برای گره زدن خط‌های مهار اندازی، طناب، هوسر، یا کابل دریایی استفاده می‌شود. مهار دو سر کشتی (که به آن "مهار دو سر کابلی") نیز می‌گویند کنده‌های عمودی بزرگی هستند که به درون مازه محکم شده‌اند و از آنها برای نقطه اتصال کابل لنگر استفاده می‌شود. مهار دو سر با دقت بالایی ساخته و نگهداری می‌شود تا از پدید آمدن گوشه‌های تیز که بتوانند خط‌های مهار اندازی را بخراشند جلوگیری شود.

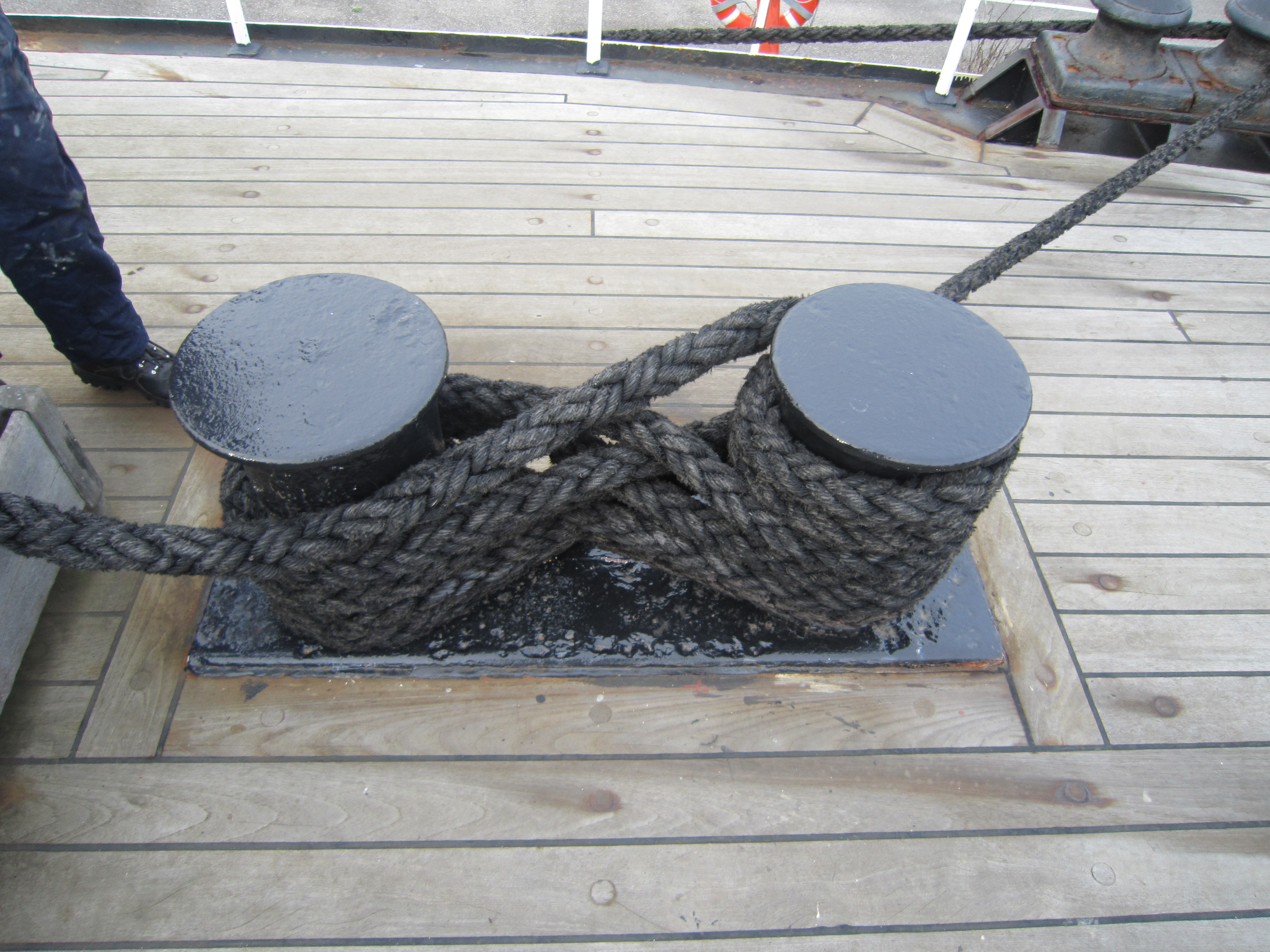
انداختن خط مهار به شکل 8 به دور مهار دو سر بر روی عرشه کشتی

## استفاده
خط‌های مهار اندازی ممکن است به تنهایی به دور یکی از تیرک‌ها انداخته شوند یا به شکل 8 به دور هر دو تیرک پیچانده شوند. در هنگام پیچاندن به شکل 8، اصطکاک در برابر تنش با هر بار پیچش افزایش می‌یابد و از جابجایی کشتی جلوگیری می شود.
تیرک‌های مهار اندازی با کاربردهای مشابه:
- تیرک مهار یک تیر عمودی است که می‌توان خط مهار اندازی را با هم‌بافی چشمی به دور آن انداخت.[۱]
- گیره (دریانوردی) نوک‌های افقی دارد.[۴]